# Drew Barry
Drew William Barry (Oakland, California, 17 de febrero de 1973) es un exjugador de baloncesto estadounidense que jugó tres temporadas en la NBA además de hacerlo en la liga australiana, la liga italiana y la liga polaca. Con 1,96 metros de estatura, lo hacía en la posición de escolta. Es hijo del miembro del Basketball Hall of Fame Rick Barry y hermano de Scooter, Jon y Brent Barry, todos ellos también jugadores profesionales de baloncesto.

## Trayectoria deportiva

### Universidad
Jugó durante tres temporadas con los Yellow Jackets del Instituto de Tecnología de Georgia, en las que promedió 10,7 puntos, 6,2 asistencias y 4,1 rebotes por partido. Es el mejor pasador de la historia de los Yellow Jackets y el séptimo mejor de la historia de la Atlantic Coast Conference, la cual lideró durante tres años consecutivos, a pesar de compartir la dirección del equipo con dos auténticos especialistas como Travis Best y posteriormente Stephon Marbury. En su primera temporada fue incluido en el mejor quinteto de novatos de la conferencia, y en la última en el segundo equipo absoluto.

### Profesional
Fue elegido en la quincuagésimo séptima posición del Draft de la NBA de 1996 por Seattle Supersonics, pero fue despedido en la pretemporada. Fichó con los Fort Wayne Fury de la CBA donde apenas disputó 6 partidos en los que no consiguió anotar ni una canasta en los 34 minutos disputados. El 20 de enero de 1998 firmó un contrato de 10 días con Atlanta Hawks, debutando al día siguiente con 3 rebotes y 3 asistencias ante San Antonio Spurs. Con su debut en la liga, los Barry (Jon, Brent y él) se convirtieron en el segundo trío de hermanos en jugar en la NBA, después de los Jones (Caldwell, Charles y Major Jones).
Mediada la temporada 1998-99 ficha como agente libre por Seattle SuperSonics, donde juega 17 partidos en los que promedia 2,2 puntos y 1,7 asistencias. al año siguiente se marcha a jugar a la liga australiana, disputando 8 partidos con los Sydney Kings. Regresa a la NBA en el mes de diciembre de 1999, fichando por Golden State Warriors, y posteriormente de nuevo con los Hawks, jugando 8 partidos con cada equipo.
En 2001 ficha por el Metis Varese de la liga italiana, pero solo juega 6 partidos en los que promedia 5,7 puntos, antes de ser despedido. Al año siguiente ficha por el Intertrasport Bergamo de la LegADue, terminando su carrera profesional jugando una temporada en el Prokom Sopot de la liga polaca.

## Estadísticas de su carrera en la NBA

### Temporada regular
| Año     | Equipo       | PJ | PT | MPP  | %TC  | %3P  | %TL   | RPP | APP | ROB | TPP | PPP |
| ------- | ------------ | -- | -- | ---- | ---- | ---- | ----- | --- | --- | --- | --- | --- |
| 1997-98 | Atlanta      | 27 | 0  | 9.5  | .474 | .429 | .846  | 1.3 | 1.8 | .4  | .0  | 2.1 |
| 1998-99 | Seattle      | 17 | 0  | 10.8 | .313 | .333 | .692  | 1.2 | 1.7 | .4  | .1  | 2.2 |
| 1999-00 | Golden State | 8  | 0  | 10.6 | .500 | .333 | .500  | 1.0 | 2.1 | .3  | .0  | 2.8 |
| 1999-00 | Atlanta      | 8  | 0  | 9.3  | .400 | .444 | 1.000 | .5  | 2.0 | .0  | .0  | 2.4 |
| Total   | Total        | 60 | 0  | 10.0 | .417 | .381 | .774  | 1.1 | 1.9 | .3  | .0  | 2.2 |

### Playoffs
| Año   | Equipo  | PJ | PT | MPP | %TC  | %3P  | %TL | RPP | APP | ROB | TPP | PPP |
| ----- | ------- | -- | -- | --- | ---- | ---- | --- | --- | --- | --- | --- | --- |
| 1998  | Atlanta | 2  | 0  | 2.5 | .000 | .000 | —   | .5  | .0  | .0  | .0  | .0  |
| Total | Total   | 2  | 0  | 2.5 | .000 | .000 | —   | .5  | .0  | .0  | .0  | .0  |